# Laguna Charcota
La laguna Charcota es una laguna boliviana de agua salada ubicada en la Provincia de Nor Lípez del departamento de Potosí, cerca de la frontera con Chile. Se encuentra cerca de las lagunas Cañapa y otras muchas. A esta laguna llegan muchos flamencos para abastecerse  en aguas poco profundas.